# Vichuquén
Vichuquén ist eine Stadt und Gemeinde in der Provinz Curicó in der Región del Maule in Chile. Bei der Volkszählung im Jahr 2017 hatte sie 4322 Einwohner. Die Gemeinde erstreckt sich über eine Fläche von 425,7 km².
In seinen Grenzen liegen auch der See Lago Vichuquén sowie das Nationalreservat Laguna Torca.

## Geschichte
Fossilienreste aus 2900 v. Chr. zeugen von einer Besiedlung zu dieser Zeit. Zur Zeit des Inka-Reiches gründete Huaina Capac (1488–1525) eine Mitimaes-Siedlung, aus der während der Kolonialzeit die Stadt Vichuquén entstand. 1646 wurde eine der ersten Kirchen des Landes gegründet.
1542 verteilte Pedro de Valdivia 60 Parzellen in Chile im Gebiet zwischen Copiapó und Maule. In der Region Maule gab es drei Encomiendas bzw. Repartimientos. Juan de Cuevas (und später seinem Sohn) gehörte die Encomendero von Vichuquén. 1789 unterdrückte Präsident Ambrosio O’Higgins die Encomiendas aufgrund der Missbräuche und des Despotismus der Encomenderos gegenüber den Ureinwohnern.
Zwischen 1865 und 1928 erhielt Vichuquén die Bezeichnung als Departementshauptstadt der Provinz Curicó, die mit dem Namen Vichuquén gegründet wurde. 1888 erhielt Vichuquén einen Besuch von Präsident José Manuel Balmaceda, wie in der damaligen Zeitung El Buen Consejo veröffentlicht wurde. Am 30. Januar 1890 erhielt es den Titel „Stadt“. Aufgrund sinkender Wirtschaftsaktivität wurde Vichuquén am 12. Juni 1930 der Status als Hauptstadt entzogen.

## Bevölkerung
Laut der Volkszählung des Nationalen Statistikinstituts von 2002 hatte Vichuquén 4916 Einwohner (2596 Männer und 2320 Frauen). Von diesen lebten 1368 (27,8 %) in städtischen Gebieten und 3548 (72,2 %) auf dem Land. Die Bevölkerung sank zwischen den Volkszählungen von 1992 und 2002 um 0,3 % (15 Personen). Im Jahr 2017 zählte man 4322 Personen.